# Wilhelm Ferdinand Erichson

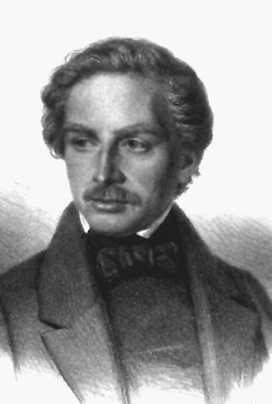
Wilhelm Ferdinand Erichson

Wilhelm Ferdinand Erichson (* 26. November 1809 in Stralsund; † 18. Dezember 1848 in Berlin) war ein deutscher Entomologe.
Erichson hatte Medizin und Chirurgie studiert und 1832 abgeschlossen, 1837 wurde er Doktor der Philosophie. Seine eigentliche Leidenschaft war aber die Insektenkunde. Er schrieb zahlreiche Abhandlungen und Bücher, die Einfluss auf die Entwicklung dieses Faches hatten. Von 1834 bis 1848 war er der Kurator der Käfersammlung im Museum für Naturkunde in Berlin. Im Jahr 1834 wurde er zum Mitglied der Leopoldina gewählt.
Er ist Erstbeschreiber der Gattung Leptacinus Erichson, 1839.
Wilhelm Ferdinand Erichson starb am 18. Dezember 1848 in Berlin.

## Schriften
- Genera Dyticorum. Berlin (1832)
- Die Käfer der Mark Brandenburg. Bd. 1 Berlin (1837–1839)
- Genera et species Staphylinorum insectorum 2 Tle. Berlin (1839–1840)
- Entomographien. Heft 1. Berlin (1840)
- Bericht über die wissenschaftlichen Leistungen auf dem Gebiete der Entomologie. Berlin (1838 ff.)
- Naturgeschichte der Insekten. Berlin (1845–1848)
- als Herausgeber: Archiv für Naturgeschichte. Berlin (1835 ff.)